# أوستون تروستي
أوستون تروستي (بالإنجليزية: Auston Trusty) (12 أغسطس 1998 في الولايات المتحدة - ) هو لاعب كرة قدم أمريكي في مركز الدفاع.

## روابط خارجية
- أوستون تروستي على موقع الاتحاد الأوربي (الإنجليزية)
- أوستون تروستي على موقع الدوري الأمريكي (الإنجليزية)
- أوستون تروستي على موقع قاعدة بيانات كرة القدم.إي يو (الإنجليزية)
- أوستون تروستي على موقع ناشيونال فوتبول تيمز (الإنجليزية)
- أوستون تروستي على موقع Soccerbase.com (لاعب) (الإنجليزية)
- أوستون تروستي على موقع Soccerway.com (الإنجليزية)
- أوستون تروستي على موقع عالم كرة القدم.نت (الإنجليزية)